# Байгузинский сельсовет (Янаульский район)
Байгузинский сельсовет — сельское поселение в Янаульском районе Башкортостана Российской Федерации.
Административный центр — село Байгузино.

## История
Статус и границы сельского поселения установлены Законом Республики Башкортостан от 17 декабря 2004 года № 126-з «О границах, статусе и административных центрах муниципальных образований в Республике Башкортостан».

## Население
| 2002  | 2009  | 2010  | 2012  | 2013  | 2014  | 2015  |
| ----- | ----- | ----- | ----- | ----- | ----- | ----- |
| 1808  | ↗1882 | ↘1837 | ↘1825 | ↘1782 | ↘1778 | ↘1730 |
| 2016  | 2017  | 2018  |       |       |       |       |
| ↘1704 | ↘1669 | ↘1647 |       |       |       |       |

## Состав сельского поселения
| № | Населённый пункт | Тип населённого пункта       | Население |
| - | ---------------- | ---------------------------- | --------- |
| 1 | Айбуляк          | село                         | ↗285      |
| 2 | Байгузино        | село, административный центр | ↗487      |
| 3 | Гудбурово        | деревня                      | ↘247      |
| 4 | Новая Орья       | деревня                      | ↘149      |
| 5 | Нократ           | деревня                      | ↘74       |
| 6 | Старая Орья      | деревня                      | ↘89       |
| 7 | Старый Артаул    | село                         | ↗209      |
| 8 | Уракаево         | деревня                      | ↘173      |
| 9 | Ямбаево          | село                         | ↘124      |